# Scherma ai XVIII Giochi panamericani
La scherma ai XVIII Giochi panamericani si è svolta al "Centro de Convenciones" di Lima, in Perù, dal 5 al 10 agosto 2019.

## Risultati

### Uomini
| Evento                          | Oro             | Argento          | Bronzo                              |
| Fioretto                        |                 |                  |                                     |
| Fioretto individuale (dettagli) | Gerek Meinhardt | Gustavo Alarcón  | Maximilien van Haaster Race Imboden |
| Fioretto a squadre (dettagli)   | Stati Uniti     | Brasile          | Canada                              |
| Sciabola                        |                 |                  |                                     |
| Sciabola individuale (dettagli) | Daryl Homer     | Pascual Di Tella | Harold Rodríguez Shaul Gordon       |
| Sciabola a squadre (dettagli)   | Stati Uniti     | Canada           | Colombia                            |
| Spada                           |                 |                  |                                     |
| Spada individuale (dettagli)    | Rubén Limardo   | Jesús Limardo    | Jhon Édison Rodríguez Yunior Reytor |
| Spada a squadre (dettagli)      | Cuba            | Argentina        | Venezuela                           |

### Donne
| Evento                          | Oro                  | Argento           | Bronzo                                     |
| Fioretto                        |                      |                   |                                            |
| Fioretto individuale (dettagli) | Lee Kiefer           | Jessica Guo       | Eleanor Harvey Bia Bulcão                  |
| Fioretto a squadre (dettagli)   | Stati Uniti          | Canada            | Messico                                    |
| Sciabola                        |                      |                   |                                            |
| Sciabola individuale (dettagli) | Anne-Elizabeth Stone | María Belén Pérez | Alejandra Benítez Gabriella Page           |
| Sciabola a squadre (dettagli)   | Stati Uniti          | Rep. Dominicana   | Canada                                     |
| Spada                           |                      |                   |                                            |
| Spada individuale (dettagli)    | Katharine Holmes     | Patrizia Piovesan | Clara Isabel Di Tella Nathalie Moellhausen |
| Spada a squadre (dettagli)      | Stati Uniti          | Canada            | Venezuela                                  |

## Medagliere
| Posizione | Nazione         | Oro | Argento | Bronzo | Totale |
| --------- | --------------- | --- | ------- | ------ | ------ |
| 1         | Stati Uniti     | 10  | 0       | 1      | 11     |
| 2         | Venezuela       | 1   | 2       | 3      | 6      |
| 3         | Cuba            | 1   | 1       | 2      | 6      |
| 4         | Canada          | 0   | 3       | 6      | 9      |
| 5         | Argentina       | 0   | 3       | 1      | 4      |
| 6         | Brasile         | 0   | 1       | 2      | 3      |
| 7         | Cile            | 0   | 1       | 0      | 1      |
| 7         | Rep. Dominicana | 0   | 1       | 0      | 1      |
| 9         | Colombia        | 0   | 0       | 2      | 2      |
| 9         | Messico         | 0   | 0       | 1      | 1      |
| Totale    | Totale          | 12  | 12      | 18     | 42     |